# What God Wants, Part 1
„What God Wants, Part 1“ je devátý singl britského zpěváka a baskytaristy Rogera Waterse, známého jakožto člena skupiny Pink Floyd. Singl vyšel v létě 1992 (viz 1992 v hudbě) a v britském žebříčku se vyšplhal na 35. příčku.
Singl, který pochází z Watersova koncepčního alba Amused to Death, jež vyšlo v září 1992, byl vydán ve dvou verzích. Na standardní singlové SP desce se nachází píseň „What God Wants, Part 1“ ve dvou variantách. První z nich je upravená a zkrácená, druhá pochází přímo z alba. Druhá verze singlu, která byla vydána na dvanáctipalcovém EP a CD, obsahuje kromě obou výše zmíněných variant ještě skladbu „What God Wants, Part 3“.

## Seznam skladeb

### 7" verze
1. „What God Wants, Part 1 (Video Version)“ (Waters) – 4:51
2. „What God Wants, Part 1“ (Waters) – 6:00

### 12" a CD verze
1. „What God Wants, Part 1 (Video Version)“ (Waters) – 4:51
2. „What God Wants, Part 1“ (Waters) – 6:00
3. „What God Wants, Part 3“ (Waters) – 4:08